# Jean Prosper Theodorus Deroy
Jean Prosper Theodorus Deroy (* 7. Februar 1913 in Vlissingen; † 8. Juli 1981 in Carcassonne) war ein niederländisch-belgischer Romanist und Mediävist.

## Leben
Deroy studierte Theologie, Französisch und Italienisch in Amsterdam, Warmond (Priesterseminar) und Paris. 1963 wurde er bei Christine Mohrmann an der Radboud-Universität Nijmegen promoviert mit der Arbeit Bernardus en Origenes. Enkele opmerkingen over de invloed van Origenes op Sint Bernardus Sermones super Cantica Canticorum (Haarlem 1963) und war ab 1967 Lektor (Dozent) für Französische und Okzitanische Literatur des Mittelalters.
Von 1980 bis zu seinem Tod 1981 war er ordentlicher Professor für das Französische und Okzitanische des Mittelalters an der Universität Utrecht. Seine Privatbibliothek ging an die Benediktinerabtei Sankt Andreas in Brügge.

## Werke
- (Übersetzer) Marie-Michel Labourdette: De erfzonde en de oorsprong van de mens, Voorhout 1956
- (Übersetzer) Girolamo M. Moretti: Heiligen beoordeeld naar hun handschrift, Haarlem 1959
- François Villon. Recherches sur „Le testament“, Den Haag 1967
- François Villon. Coquillard et auteur dramatique, Paris 1977